# 2011年のオールスターゲーム (日本プロ野球)
2011年のオールスターゲームは、2011年（平成23年）7月に行われた同年度の日本プロ野球オールスターゲームである。

## 概要
2008年から引き続きマツダの特別協賛を受け、「マツダオールスターゲーム2011」として開催される。
選手年金制度の財源確保など、日本野球機構（NPB）の収益強化を目的として2001年以来10年ぶりとなる3試合での開催となった。
NPBでは、「日本体育協会・日本オリンピック委員会の創立100周年記念事業」としている。

## 日程
- 第1戦 7月22日 ナゴヤドーム 18時29分[5]開始（セ・リーグホーム扱い）
- 第2戦 7月23日 QVCマリンフィールド 14時04分開始（パ・リーグホーム扱い）
- 第3戦 7月24日 日本製紙クリネックススタジアム宮城 12時37分開始（同上）

第1戦、第2戦はホーム一塁側、第3戦はホーム三塁側。
第2戦と第3戦はデーゲームでの開催。デーゲームでの開催は2007年第2試合（フルスタ宮城=現楽天生命パーク宮城・14時開始）以来である。
当初は第1戦がナゴヤドーム、第2戦は東京ドーム（以上2試合セ・リーグホーム扱い）、第3戦はQVCマリンフィールド（パ・リーグホーム扱い）とする予定だった。しかし、3月11日の東日本大震災と福島第一原子力発電所事故からの復興を願って、東京ドームでの開催を変更し、宮城県高等学校野球連盟など各関係機関と交渉し、全国高等学校野球選手権宮城大会が予定されていた仙台で開催することを決めた。
この移動スケジュールの関係上、QVCマリンでの試合は第2戦に繰り上げて、第3戦を仙台・クリネックスに球場を変更する処置を取った。第2戦・第3戦は中継テレビ局の都合によりデーゲームとなったため、第1戦終了後深夜に一部選手を除き中部空港から羽田空港までチャーター機での移動となった。また雨天中止となった場合、リーグ戦が7月25日から再開されることから、順延（予備日）は設定せずその球場の試合は開催中止とすることとなっていたが3試合とも予定通り実施された。

## アトラクション
- 本塁打競争（第1・2試合のみ）
- 震災復興支援イベント（第3試合のみ）
- 野球殿堂表彰式（第1試合途中） 落合博満、皆川睦雄（落合はセ・リーグ監督として指揮を執るため、ユニフォーム姿で表彰を受けた。皆川は故人のため遺族が出席）

## 出場者
| セントラル・リーグ | セントラル・リーグ | セントラル・リーグ | セントラル・リーグ | パシフィック・リーグ | パシフィック・リーグ | パシフィック・リーグ | パシフィック・リーグ |
| ------------------ | ------------------ | ------------------ | ------------------ | -------------------- | -------------------- | -------------------- | -------------------- |
| 監督               | 落合博満           | 中日               |                    | 監督                 | 秋山幸二             | ソフトバンク         |                      |
| コーチ             | 真弓明信           | 阪神               |                    | コーチ               | 渡辺久信             | 西武                 |                      |
| コーチ             | 原辰徳             | 巨人               |                    | コーチ               | 西村徳文             | ロッテ               |                      |
| 先発投手           | 由規               | ヤクルト           | 2                  | 先発投手             | ダルビッシュ有※      | 日本ハム             | 5                    |
| 中継投手           | 浅尾拓也           | 中日               | 2                  | 中継投手             | 森福允彦             | ソフトバンク         | 初                   |
| 抑え投手           | 藤川球児           | 阪神               | 7                  | 抑え投手             | 馬原孝浩             | ソフトバンク         | 4                    |
| 投手               | 内海哲也※          | 巨人               | 4                  | 投手                 | 和田毅               | ソフトバンク         | 4                    |
| 投手               | 岩瀬仁紀           | 中日               | 8                  | 投手                 | 杉内俊哉             | ソフトバンク         | 6                    |
| 投手               | 吉見一起           | 中日               | 4(1)               | 投手                 | 攝津正               | ソフトバンク         | 2                    |
| 投手               | 榎田大樹           | 阪神               | 初                 | 投手                 | 牧田和久             | 西武                 | 初                   |
| 投手               | 久保裕也           | 巨人               | 2                  | 投手                 | 唐川侑己             | ロッテ               | 初                   |
| 投手               | 澤村拓一◇          | 巨人               | 初                 | 投手                 | 武田久               | 日本ハム             | 5                    |
| 投手               | 林昌勇             | ヤクルト           | 3                  | 投手                 | 武田勝               | 日本ハム             | 初                   |
| 投手               | 館山昌平           | ヤクルト           | 3                  | 投手                 | 斎藤佑樹◇            | 日本ハム             | 初                   |
| 投手               | バリントン         | 広島               | 初                 | 投手                 | 増井浩俊▲            | 日本ハム             | 初                   |
| 投手               | サファテ           | 広島               | 初                 | 投手                 | 平野佳寿             | オリックス           | 3                    |
| 投手               | 山口俊             | 横浜               | 2                  | 投手                 | 岸田護               | オリックス           | 初                   |
| 投手               | 江尻慎太郎         | 横浜               | 初                 | 投手                 | 寺原隼人             | オリックス           | 2                    |
| 投手               |                    |                    |                    | 投手                 | 田中将大             | 楽天                 | 4                    |
| 捕手               | 阿部慎之助 ※       | 巨人               | 8                  | 捕手                 | 嶋基宏 ※             | 楽天                 | 3                    |
| 捕手               | 相川亮二           | ヤクルト           | 4                  | 捕手                 | 銀仁朗               | 西武                 | 初                   |
| 捕手               | 石原慶幸           | 広島               | 3                  | 捕手                 | 里崎智也             | ロッテ               | 6                    |
| 一塁手             | 畠山和洋 ※         | ヤクルト           | 初                 | 一塁手               | 山﨑武司 ※           | 楽天                 | 6                    |
| 一塁手             |                    |                    |                    | 一塁手               | 小久保裕紀 ※         | ソフトバンク         | 13(2)                |
| 二塁手             | 井端弘和           | 中日               | 8                  | 二塁手               | 井口資仁             | ロッテ               | 7                    |
| 二塁手             | 平野恵一 ※         | 阪神               | 3                  | 二塁手               | 本多雄一 ※           | ソフトバンク         | 初                   |
| 三塁手             | 村田修一 ※         | 横浜               | 3                  | 三塁手               | 松田宣浩 ※           | ソフトバンク         | 初                   |
| 遊撃手             | 坂本勇人 ※         | 巨人               | 4                  | 遊撃手               | 川﨑宗則             | ソフトバンク         | 8                    |
| 遊撃手             |                    |                    |                    | 遊撃手               | 中島裕之 ※           | 西武                 | 7                    |
| 内野手             | 荒木雅博           | 中日               | 4                  | 内野手               | 中村剛也             | 西武                 | 4(1)                 |
| 内野手             | 宮本慎也           | ヤクルト           | 6                  | 内野手               |                      |                      |                      |
| 内野手             | 栗原健太           | 広島               | 4(1)               | 内野手               |                      |                      |                      |
| 内野手             | 渡辺直人           | 横浜               | 初                 | 内野手               |                      |                      |                      |
| 外野手             | 青木宣親 ※         | ヤクルト           | 7                  | 外野手               | 内川聖一 ※           | ソフトバンク         | 3                    |
| 外野手             | バレンティン       | ヤクルト           | 初                 | 外野手               | 中田翔 ※             | 日本ハム             | 初                   |
| 外野手             | ラミレス ※         | 巨人               | 7                  | 外野手               | T-岡田               | オリックス           | 2                    |
| 外野手             | 長野久義 ※         | 巨人               | 初                 | 外野手               | 糸井嘉男 ※           | 日本ハム             | 3                    |
| 外野手             | マートン           | 阪神               | 2                  | 外野手               | 坂口智隆             | オリックス           | 初                   |
|                    |                    |                    |                    | 指名打者             | 稲葉篤紀             | 日本ハム             | 7                    |

- 太字はファン投票による出場、※印は選手間投票による出場、◇は「マツダ・スカイアクティブ・テクノロジー プラスワンチャレンジ」投票による出場、▲は出場選手の辞退に伴う補充選手、他は監督推薦による出場。
- 数字は出場回数。カッコ内数字は上記回数中故障のため不出場の回数。

1. ↑  右肩筋挫傷のため、出場辞退。補充選手として増井を選出。なお、馬原は野球協約86条により球宴終了後の後半戦開始から10試合、選手登録が出来ない。
2. ↑  選手間投票は指名打者で選出。

## 試合結果
| 試合  | 日付    | ビジター球団（先攻） | スコア | ホーム球団（後攻） | MVP      | 開催球場                   |
| ----- | ------- | -------------------- | ------ | ------------------ | -------- | -------------------------- |
| 第1戦 | 7月22日 | パ・リーグ           | 4 - 9  | セ・リーグ         | 畠山和洋 | ナゴヤドーム               |
| 第2戦 | 7月23日 | セ・リーグ           | 3 - 4  | パ・リーグ         | 中村剛也 | QVCマリンフィールド        |
| 第3戦 | 7月24日 | セ・リーグ           | 0 - 5  | パ・リーグ         | 稲葉篤紀 | クリネックススタジアム宮城 |

### 第1戦
|              | 1 | 2 | 3 | 4 | 5 | 6 | 7 | 8 | 9 | R | H  | E |
| ------------ | - | - | - | - | - | - | - | - | - | - | -- | - |
| パシフィック | 1 | 1 | 1 | 0 | 0 | 0 | 1 | 0 | 0 | 4 | 11 | 1 |
| セントラル   | 0 | 0 | 0 | 1 | 8 | 0 | 0 | 0 | ☓ | 9 | 15 | 1 |

1. パ：寺原、●武田勝、斎藤、森福、岸田- 銀仁朗、嶋
2. セ：岩瀬、江尻、榎田、久保、○山口、サファテ、林、浅尾、藤川 - 相川、石原
3. 勝利：山口
4. 敗戦：武田勝
5. 本塁打
パ：稲葉1号（3回ソロ・榎田）
セ：荒木1号（5回2ラン・武田勝）、畠山1号（5回3ラン武田勝）、バレンティン1号（5回2ラン・武田勝）、長野1号（5回ソロ・武田勝）
6. 審判
［球審］本田
［塁審］橘高（1B）、佐々木（2B）、川口（3B）
［外審］栄村（LL）、山本貴（RL）
7. 観客動員数：38,008人 試合時間：2時間45分

MVP
畠山（ヤクルト）
- 5回裏、武田勝から勝利打点となる勝ち越し3ラン。

敢闘選手賞
寺原（オリックス）
- 3イニング投げ無失点。

バレンティン（ヤクルト）
- 2安打1本塁打3打点。

#### オーダー
| 1 | （遊） | 川﨑宗則   |
| 2 | （二） | 本多雄一   |
| 3 | （指） | 稲葉篤紀   |
| 4 | （三） | 小久保裕紀 |
| 5 | （二） | 松田宣浩   |
| 6 | （左） | 中田翔     |
| 7 | （中） | 糸井嘉男   |
| 8 | （右） | 坂口智隆   |
| 9 | （捕） | 銀仁朗     |

| 1 | （左） | マートン     |
| 2 | （中） | 青木宣親     |
| 3 | （一） | 畠山和洋     |
| 4 | （三） | 村田修一     |
| 5 | （指） | バレンティン |
| 6 | （右） | 長野久義     |
| 7 | （二） | 井端弘和     |
| 8 | （捕） | 相川亮二     |
| 9 | （遊） | 荒木雅博     |

### 第2戦
|              | 1 | 2 | 3 | 4 | 5 | 6 | 7 | 8 | 9 | R | H  | E |
| ------------ | - | - | - | - | - | - | - | - | - | - | -- | - |
| セントラル   | 0 | 0 | 0 | 0 | 1 | 1 | 0 | 0 | 1 | 3 | 12 | 0 |
| パシフィック | 2 | 0 | 0 | 1 | 0 | 0 | 1 | 0 | X | 4 | 8  | 1 |

1. セ：●館山、榎田、吉見、沢村、久保- 阿部、相川
2. パ：○唐川、杉内、牧田、増井、平野、S武田久 - 里崎、嶋
3. 勝利：唐川
4. セーブ：武田久
5. 敗戦：館山
6. 本塁打
セ：坂本1号（5回ソロ・牧田）
パ：中村1号（1回2ラン・館山）、中村2号（4回ソロ・吉見）
7. 審判
［球審］川口
［塁審］佐々木（1B）、栄村（2B）、山本貴（3B）
［外審］橘高（LL）、本田（RL）
8. 観客動員数：27,311人 試合時間：2時間25分

MVP
中村（西武）
- 2打席連続本塁打で3打点の活躍。

敢闘選手賞
坂本（巨人）
- 3安打1本塁打。

#### オーダー
| 1 | （遊） | 坂本勇人   |
| 2 | （中） | 青木宣親   |
| 3 | （左） | マートン   |
| 4 | （捕） | 阿部慎之助 |
| 5 | （指） | 村田修一   |
| 6 | （一） | 畠山和洋   |
| 7 | （右） | 長野久義   |
| 8 | （三） | 宮本慎也   |
| 9 | （二） | 平野恵一   |

| 1 | （遊） | 中島裕之   |
| 2 | （二） | 井口資仁   |
| 3 | （一） | 小久保裕紀 |
| 4 | （三） | 中村剛也   |
| 5 | （指） | 山﨑武司   |
| 6 | （左） | 中田翔     |
| 7 | （中） | 糸井嘉男   |
| 8 | （右） | 坂口智隆   |
| 9 | （捕） | 里崎智也   |

### 第3戦
|              | 1 | 2 | 3 | 4 | 5 | 6 | 7 | 8 | 9 | R | H  | E |
| ------------ | - | - | - | - | - | - | - | - | - | - | -- | - |
| セントラル   | 0 | 0 | 0 | 0 | 0 | 0 | 0 | 0 | 0 | 0 | 10 | 1 |
| パシフィック | 2 | 0 | 1 | 1 | 0 | 1 | 0 | 0 | X | 5 | 11 | 0 |

1. セ：●由規、山口、バリントン、内海、江尻- 石原、阿部
2. パ：○田中、ダルビッシュ、和田、攝津、斎藤、森福、増井、岸田- 嶋
3. 勝利：田中
4. 敗戦：由規
5. 本塁打
パ：稲葉2号（1回2ラン・由規）、T-岡田1号（4回ソロ・バリントン）
6. 審判
［球審］山本貴
［塁審］本田（1B）、橘高（2B）、栄村（3B）
［外審］佐々木（LL）、川口（RL）
7. 観客動員数：21,347人 試合時間：2時間35分

MVP
稲葉（日本ハム）
- 1回、由規から勝利打点の先制2ラン。

敢闘選手賞
渡辺（横浜）
- 2打席連続安打。

T-岡田（オリックス）
- 1本塁打を含む3安打の猛打賞。

SKYACTIV TECHNOLOGY賞（3試合を通じてファンの印象に残った選手）
斎藤（日本ハム）
- 2試合登板し、第1戦では1回1/3を、第3戦では1回を投げ、無失点。

#### オーダー
| 1 | （中） | 青木宣親     |
| 2 | （三） | 宮本慎也     |
| 3 | （指） | マートン     |
| 4 | （左） | 畠山和洋     |
| 5 | （一） | 栗原健太     |
| 6 | （右） | バレンティン |
| 7 | （遊） | 坂本勇人     |
| 8 | （捕） | 石原慶幸     |
| 9 | （二） | 渡辺直人     |

| 1 | （遊） | 川﨑宗則 |
| 2 | （二） | 本多雄一 |
| 3 | （一） | 稲葉篤紀 |
| 4 | （指） | 山﨑武司 |
| 5 | （三） | 松田宣浩 |
| 6 | （右） | T-岡田   |
| 7 | （左） | 中田翔   |
| 8 | （中） | 糸井嘉男 |
| 9 | （捕） | 嶋基宏   |

## テレビ中継
- 第1戦 - TBSテレビ（TBS）≪TBS系列・中部日本放送（CBC）制作協力≫（18:00 - 21:24 試合終了まで放送）、TBSニュースバードで録画中継
  - 実況・高田寛之、解説・野村克也、桑田真澄、リポーター・ 伊藤敦基（セ・リーグサイド）、初田啓介（TBS、パ・リーグサイド）、夏目みな美（セ・リーグブルペン）、青木裕子（TBS、パ・リーグブルペン）
- 第2戦 - テレビ朝日（EX）≪テレビ朝日系列≫（13:59 - 16:55 試合終了まで放送）、スカイAで録画中継
  - 実況・清水俊輔、解説・古田敦也、リポーター・三上大樹（パ・リーグサイド） 、大西洋平（セ・リーグサイド）
  - なお、秋田朝日放送・鹿児島放送は高校野球中継終了後飛び乗り。
- 第3戦 - テレビ朝日（EX）≪テレビ朝日系列・東日本放送（KHB）制作協力≫（11:59 - 15:25 試合終了まで放送）、スカイAで録画中継
  - 実況・中山貴雄（EX）、解説・栗山英樹、リポーター・大西洋平（EX、パ・リーグサイド）、三上大樹（EX、セ・リーグサイド）
  - なお、岩手朝日テレビ・長崎文化放送は高校野球中継終了後飛び乗り。
  - 放送内でアナログ放送（岩手県・宮城県・福島県除く）の終了が告知された。

## ラジオ中継
- 第1戦
  - CBCラジオ≪JRN…TBS・HBC・MBS・RKB他≫
実況・角上清司、解説・高木守道、牛島和彦　レポーター・水分貴雅（セ・リーグサイド）、新タ悦男（TBS、パ・リーグサイド）
  - 東海ラジオ（SF）≪NRN…LF・STV・TBC・ABC・RCC・KBC他≫
実況・村上和宏、解説・宇野勝、鹿島忠、レポーター・大澤広樹（セ・リーグサイド）、山内宏明（LF、パ・リーグサイド）
  - 文化放送（QR）≪関東広域圏ローカル≫
実況・長谷川太、解説・大塚光二、ゲスト解説・工藤公康（元西武）、レポーター・高橋将市（セ・リーグサイド）、飯塚治（パ・リーグサイド）

- 第2戦
  - JRN系列への裏送り≪JRN…HBC・CBC・RKB他　制作：TBS≫
実況・戸崎貴広（TBS）、解説・槙原寛己、佐々木主浩、レポーター・伊藤隆佑（TBS、パ・リーグサイド）、新タ悦男（TBS、セ・リーグサイド）
  - 文化放送（QR）≪NRN…SF・ABC・KBC≫
実況・松島茂、解説・山崎裕之、レポーター・槇嶋範彦（パ・リーグサイド）、長谷川太（セ・リーグサイド）
  - ニッポン放送（LF）≪MBSとの2局ネット≫
実況・松本秀夫、解説・江本孟紀、レポーター・宮田統樹（パ・リーグサイド）、師岡正雄（セ・リーグサイド）
- 第3戦
  - TBCラジオ≪JRN…HBC・CBC・RKB他≫
実況:飯野雅人、解説:松本匡史、レポーター・松尾武（パ・リーグサイド）、新タ悦男（TBS、セ・リーグサイド）
  - 文化放送（QR）≪NRN…SF・ABC・KBC　技術協力：TBC≫
実況・槇嶋範彦、解説・駒田徳広、レポーター・飯塚治（パ・リーグサイド）、菅野詩朗（セ・リーグサイド）
  - ニッポン放送（LF）≪関東広域圏ローカル≫
実況・師岡正雄、解説・田尾安志、レポーター・宮田統樹（パ・リーグサイド）、松本秀夫（セ・リーグサイド）
  - NHKラジオ第一放送（東北地方のみ） - 実況：伊藤慶太、解説：与田剛

- TBSラジオ・中国放送・琉球放送・STVラジオでは第2戦・第3戦を、東北放送では第2戦を放送しない。JRN系列局である北海道放送、中部日本放送、RKB毎日放送は3戦とも放送。また朝日放送はNRN週末ナイターを放送するが、2009年度JRN週末ナイターを放送したクロスネット各局は第3戦の東北放送を除いていずれも中継せず。また、東北放送は第3戦はJRNライン中継をするが、同局は特番の関係で人員が払底していたため、NRNラインは文化放送が代わりに担当した。
- RFラジオ日本は引き続き放送せず。
- MBSラジオは第3戦を放送せず（『サンデー競馬中継 みんなの競馬』のため）。
- NHKはラジオ、テレビを通じて2021年現在最後の生中継となっている（全国放送では、ラジオは2003年の第2戦、テレビは1978年の第3戦が最後である）。